# Nissan Silvia
Nissan Silvia — спортивное купе, выпускавшееся японским автопроизводителем Nissan с 1965 по 2002 годы. Купе строилось на платформе Nissan S. Хотя и последние модели разделяли это шасси с другими автомобилями Nissan (в первую очередь европейская 200SX и североамериканская 240SX в поколениях S13 и S14, и модель 180SX на японском рынке), название Silvia на эти автомобили совместно с кодами шасси не переходило.

## Первое поколение

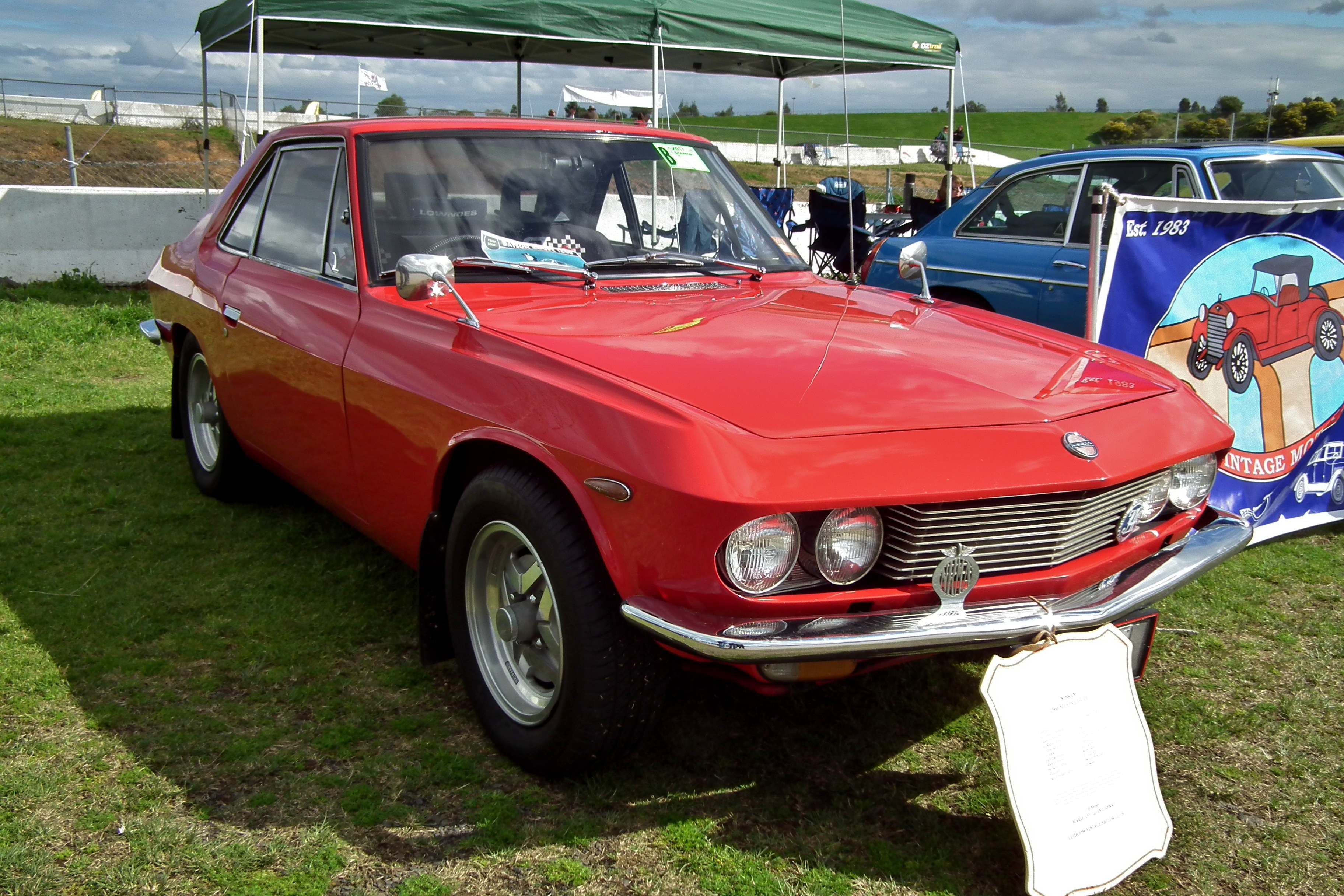
Купе Silvia CSP311, 1966

Nissan Silvia CSP311 дебютировал на Токийском автосалоне в сентябре 1964 года как «Datsun Coupe 1500». Модель автомобиля была ручной сборки на основе кабриолета Fairlady. В разработке дизайна участвовал граф Альбрехт фон Гертц. Автомобиль получился похожим на купе Lancia Fulvia. В CSP311 устанавливался 98-сильный 1,6-литровый двигатель Nissan серии R. Производство прекратилось в 1968 году, всего было выпущено 554 автомобиля (в основном в 1965 году), каждый с уникальной ручной формовкой панелей кузова. Большинство машин осталось в Японии, однако 49 автомобилей были экспортированы в Австралию и ещё 10 проданы в другие страны.
После прекращения производства в 1968 году, название Silvia не использовалось концерном Nissan до 1974 года. Этот маркетинговый подход был похож на купе Isuzu 117. Название «silvia» является вариацией слова «sylvia», обозначающее на латинском языке род птиц славок, что возможно, является отсылкой к Nissan Bluebird, выпускавшейся во время появления Silvia. В Японии автомобиль продавался через сеть Nissan Bluebird Store, под маркой «Nissan» вместо более широко используемой «Datsun».

## Второе поколение

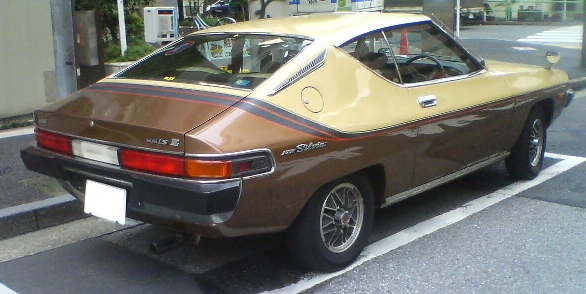
Фастбэк Silvia S10, вид сзади

S10 (1975—1979) стал первым поколением Silvia, вышедшим в массовое производство, построенным на полностью новой компактной, заднеприводной, спортивной автомобильной платформе S. Японские модели продавались исключительно через дилерскую сеть Nissan Prince Store наряду с большим Skyline.
S10 получил меньше «традиционных» линий, в отличие от аналогичных автомобилей от конкурентов Toyota и Mazda. В Японии автомобиль оснащался 1,8-литровым рядным четырёхцилиндровым двигателем L18, который также устанавливался на Datsun 610/Bluebird 180B. Японская модель получила технологию управления выбросами Nissan NAPS. На североамериканском рынке был доступен 2,0-литровый двигатель L20B. В Северной Америке модель получила обозначение Datsun 200SX. Silvia S10 и Datsun 200SX выпускались на базе Datsun Sunny Coupe. Автомобиль имел ту же трансмиссию, что и 510, но с рессорами сзади, в отличие от независимой подвески на 510. Относительно коробок передач, на автомобили этого поколения устанавливались либо трёхступенчатая коробка автомат, либо четырёхступенчатая механика.

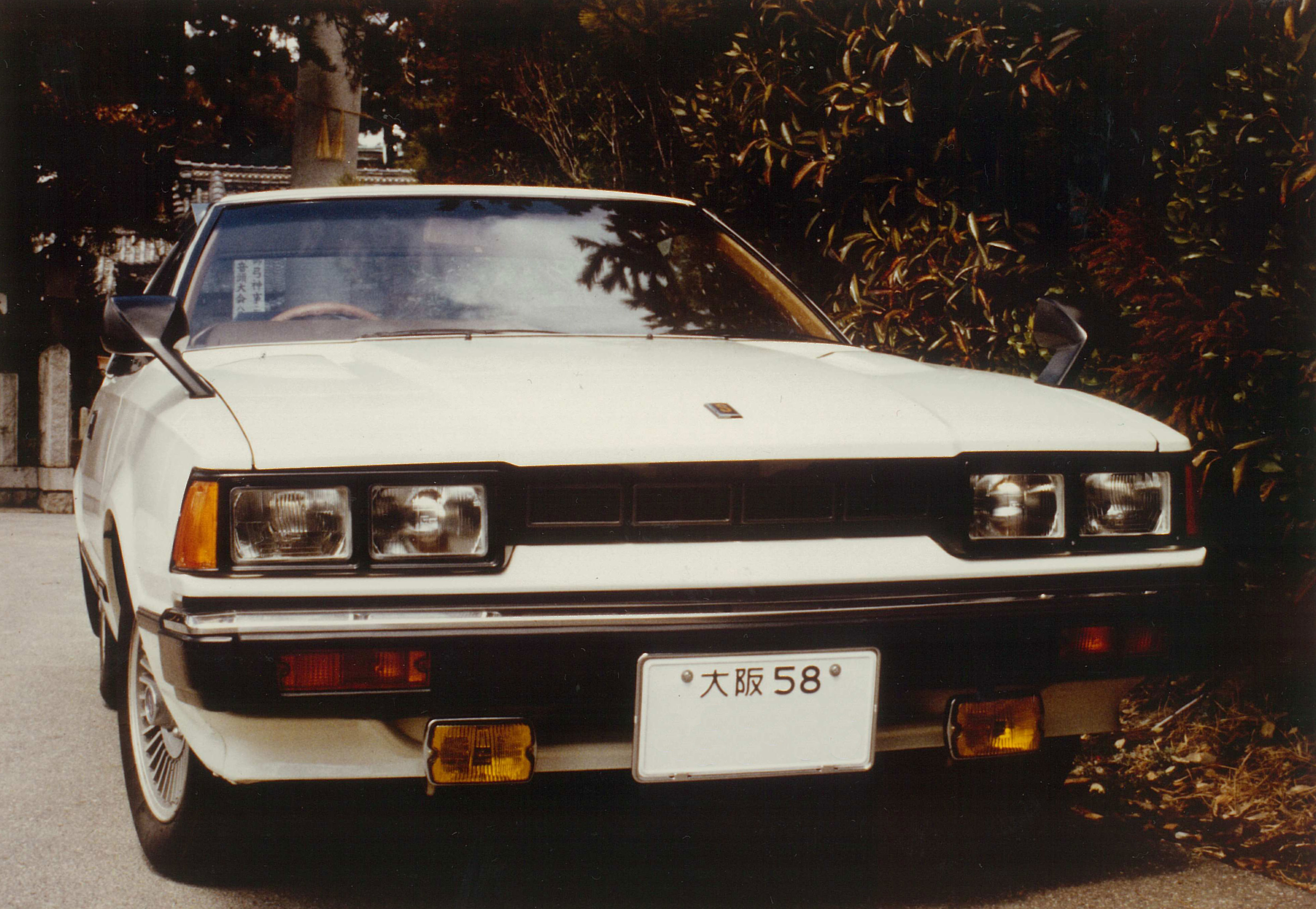
Silvia 2000, Япония

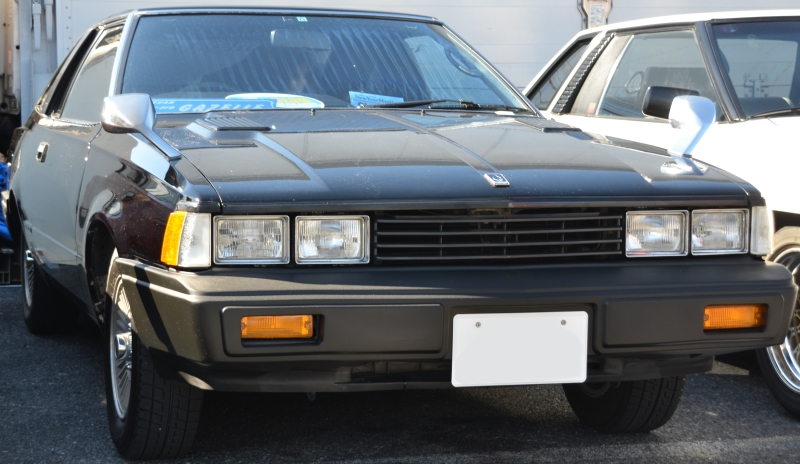
Nissan Gazelle (S110, 1979—1983)

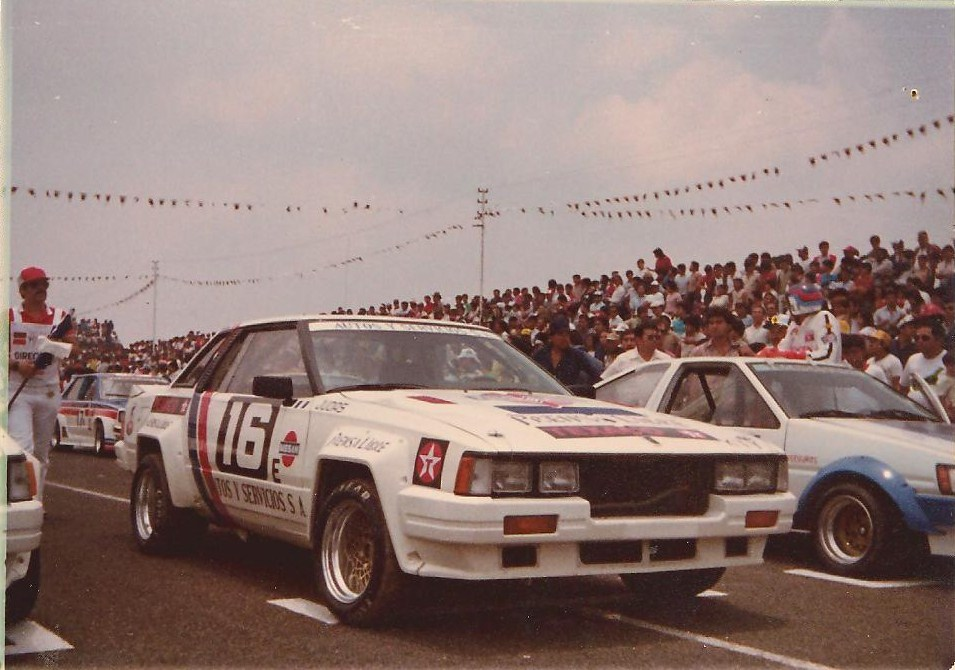
Nissan 240RS в кольцевых гонках

## Третье поколение
Третье поколение (S110, 1979—1983) продавалось в США и Канаде под названием Datsun 200SX, и в Мексике как Datsun Sakura. Выпускалось в двух кузовах: двухдверное купе хардтоп и трёхдверный хетчбэк. Версия хетчбэка для японского рынка была названа Gazelle и продавалась через сеть Nissan Bluebird Store совместно с Fairlady Z, в то время как купе Silvia по-прежнему продавалось в Nissan Prince Store совместно с Skyline. Новые острые формы кузова автомобиля стали их чертой вместе с новыми седаном и купе Nissan Leopard, также доступным через сеть Nissan Bluebird Store.
Это поколение изначально проектировалось под установку роторного двигателя, разработанного и построенного компанией Nissan. Полученный в результате двигатель оказался ненадёжным, и не вышел в производство. По совпадению, автомобиль получил тот же код шасси с Mazda Cosmo, первого серийного японского автомобиля с роторным двигателем. Шасси изменилось с общего для Nissan Sunny, на большую платформу A-серии, на которой строились автомобили Nissan Stanza.
Автомобиль был оперативно изменён после того, как было решено отказаться от роторного двигателя в пользу традиционных рядных поршневых двигателей на основе новой Z-серии. К этой серии относятся атмосферный Z20 и турбированный двигатель с впрыском топлива Z18ET, при этом последний был доступен только на внутреннем японском рынке. В США и Канаде с 1979 по 1981 годы на 200SX устанавливались Z20E с задней осью H165. С 1982 по 1983 год устанавливался Z22E с задней осью H190.

### Gazelle
В Японии, через разные дилерские сети компании Nissan, Silvia продавалась также как Gazelle в кузовах купе и хетчбэк. Также, существовали собственные варианты модели. Есть незначительные внешние различия между этими двумя автомобилями. Gazelle является более эксклюзивной моделью, в то время как Silvia является базовой и спортивной.

### Северная Америка
Silvia продолжала продаваться как 200SX в Северной Америке, в кузове либо двухдверного купе, либо трёхдверного хетчбэка. Изначально на них устанавливался 2,0-литровый четырёхцилиндровый двигатель L20B, но в 1980 году в Калифорнии появились автомобили с Z20 NAPS-Z, рядным четырёхцилиндровым двигателем того же объёма. С 1981 модельного года последний стал единственным доступным двигателем для 200SX. Его мощность составляет 100 л. с. (75 кВт). В паре с двигателем устанавливалась пятиступенчатая механика или трёхступенчатый автомат.
Моделью в максимальной комплектации была SL, которая получила возможность дистанционного открывания капота, багажника и крышки бензобака, больше регулировок сидений и съёмный стеклянный люк. Автомобиль в кузове хетчбэк имел более спортивный характер, а купе был ориентирован на комфорт.

### 240RS
В этом поколении впервые появилась «заряженная» версия автомобиля — Nissan 240RS (BS110). Купе было оснащено 2,4-литровым DOHC двигателем FJ24. 240RS выпускался с 1982 по 1985 год, даже когда саму Silvia S110 уже сняли с производства. Автомобиль участвовал в кольцевых автогонках (с заводской командой — в классе Super Silhouette). Также был омологирован ФИА по Группе B для участия в чемпионате мира по ралли, омологация под номером 233 была получена 2 января 1983 года. Заводская команда использовала эту модель в сезонах 1983—1985 годов. Лучший результат был показан Тимо Салоненом в 1983 году на Ралли Новой Зеландии — второе место.

## Четвёртое поколение

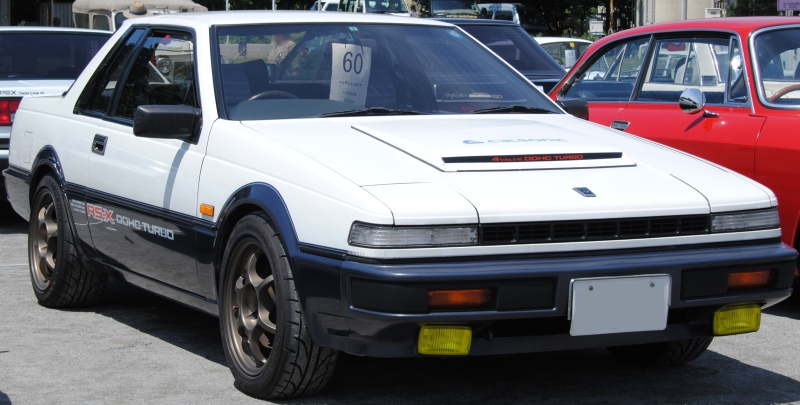
Nissan Silvia RS-X

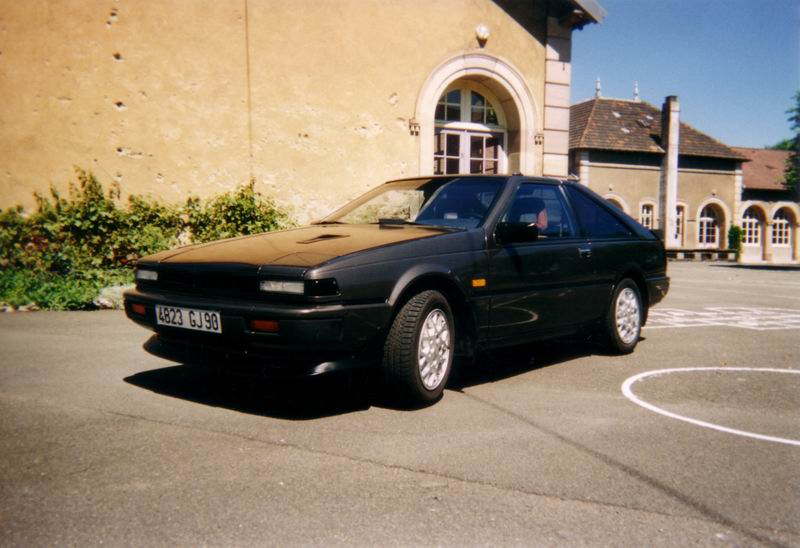
Хетчбэк Nissan Silvia, Европа

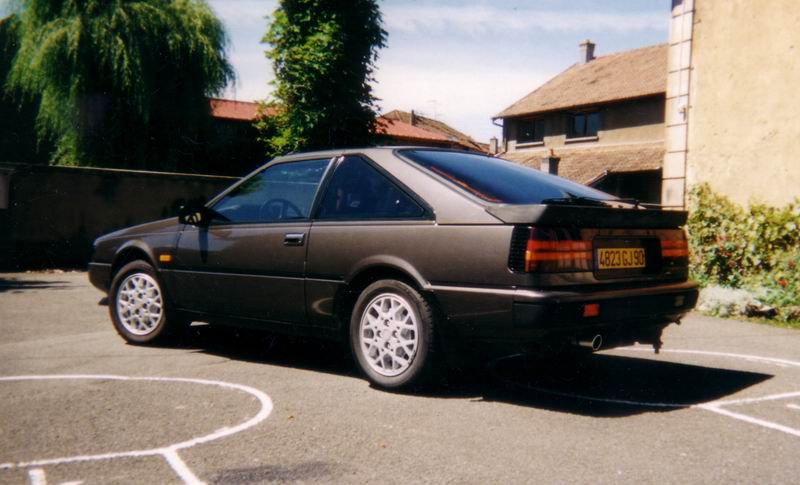
Вид сзади

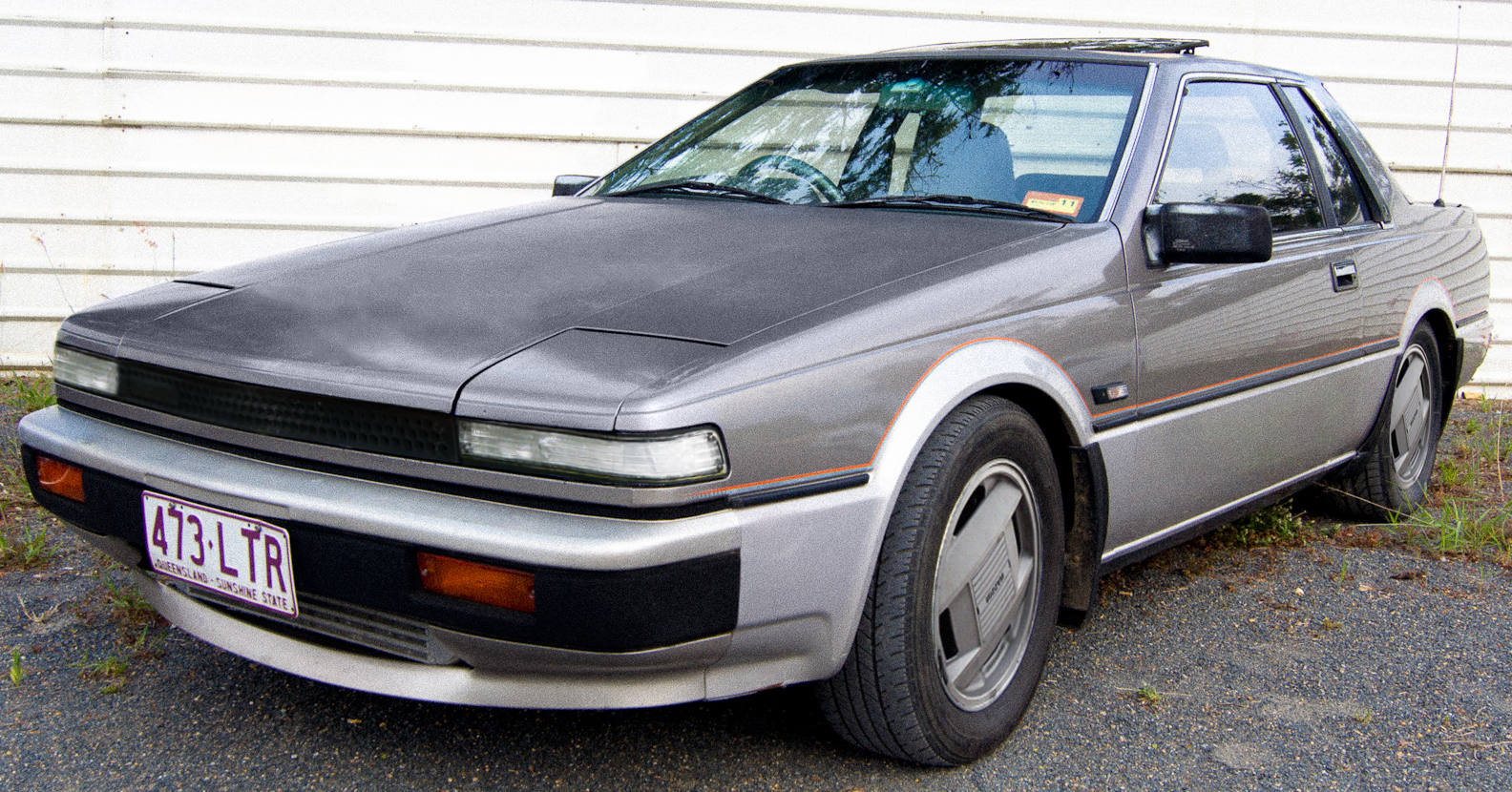
Купе Nissan Gazelle, Австралия

S12 производился с августа 1983 по 1988 год, в 1986 году были внесены изменения во внешний вид автомобиля. В этом поколении Silvia продавалась в двух кузовах — купе и хетчбэк.
Ряд различных двигателей устанавливались на шасси S12, в зависимости от года выпуска и конкретного рынка. Эти двигатели перешли от предыдущих поколений, и, в некоторых случаях, стали основой для будущих двигателей (за исключением двигателей серии FJ, разрабатывавшихся исключительно для ралли). Например, двигатели CA основывались на предшествующих двигателях серии NAP-Z. Конструкция головки блока цилиндров DOHC двигателя CA18DET была похожа на используемую в более поздней серии двигателей RB, рядных шестицилиндровых двигателей, устанавливаемых на Nissan Skyline. На некоторые комплектации устанавливались двигатели V6, также используемые 300ZX (Z31). Позже, для поколения Z32, этот двигатель получил по два распредвала в каждой головке блока.

### Япония
Как и S110, шасси S12 в Японии продавалась как Silvia и Gazelle. Базовая модель этого поколения включала базовые кузова хетчбэк и купе, а также комплектации RS и RS-X, эти варианты продавались через дилерскую сеть Nissan Prince Store, совместно с Nissan Skyline. Газель продавалась только в кузове хетчбэк, в базовой, RS и RS-X комплектациях, доступных через сеть Nissan Bluebird Store locations, совместно с Fairlady ZX. RS оснащалась 2,0-литровым двигателем DOHC серии FJ (FJ20E), а RS-X оснащался тем же двигателем, но наддувом (FJ20ET). В 1987 году Nissan прекратил выпускать двигатели серии FJ, и заменил его CA18DET (с двумя распредвалами и большим турбокомпрессором). Японская модель Газель имела большое количество опций, таких как голосовые команды, противотуманные фары и разнообразие различных двигателей (FJ20E, FJ20ET, CA18S, CA18E, CA18DET). Модель RS-X с завода получает различные вариации легкосплавных колесных дисков. С появлением пятого поколения в Японии в 1988 году, шильдик Gazelle был заменен на Nissan 180SX, однако в Австралии такого перехода не происходило до появления в 1995 году Nissan 200SX, выпускавшегося на базе Silvia.

### Северная Америка
Четвёртое поколение в Северной Америке продавалось как «200SX». Из-за боязни, что североамериканский рынок не окажется прибыльным, как другие рынки, автомобиль остался без каких-либо серьезных нововведений, и был запланирован выпуск по 5000 единиц в каждой комплектации и с каждым двигателем за два года до остановки производства в США. Вариант «ХЕ» в кузове купе седан был доступен с 2,0-литровым SOHC двигателем CA20E без наддува, и с механической пятиступенчатой или автоматической четырёхступенчатой коробкой передач. Хетчбэк получил SOHC двигатель CA18ET объёмом 2,0 и 1,8 литра, с наддувом. В 1987 году в США вместо турбированной модели появилась «SE» с 3-литровым двигателем SOHC V6 (VG30E), мощностью 160 л. с. (120 кВт) и крутящим моментом 236 Нм. В 1988 году на модели «SE» прибавилось 5 л. с. (3,7 кВт), на серии «W» с обновленным VG30E, общая мощность составила 165 л. с. (123 кВт), а крутящий момент остался прежним — 236 Нм.

### Европа
Шасси S12 в Европе было известно как Silvia, кроме Швеции, где автомобиль продавался как «180ZX». При всем этом, «ZX» традиционно ассоциируется с платформой Nissan Z. Европейская модель была доступна только в кузове хетчбэк, с тем же самым 1,8-литровым SOHC турбомотором CA18ET, используемым в Северной Америке, а также с 2,0-литровым DOHC двигателем FJ20E. Последний двигатель изначально разрабатывался для гоночного автомобиля 240RS, как карбюраторный 2,4-литровый двигатель (FJ24), но был уменьшен до 2 литров. И кроме того, этот двигатель устанавливался на шасси «DR30» Nissan Skyline, в турбованной и атмосферной версиях.

### Австралия
В Австралии шасси S12, представленное в октябре 1983 года, продавалось как Gazelle. Австралийская модель была доступна в обоих кузовах хетчбэк и купе. Оснащался тем же 2,0-литровым SOHC двигателем CA20E мощностью 105 л. с. (78 кВт) при 5200 оборотах в минуту и крутящим моментом 160 Нм при 3200 оборотах в минуту. Этот двигатель устанавливался с пяти-ступенчатой механической или четырёх-ступенчатой автоматической коробкой передач.
Комплектации включали базовую GL в кузове хетчбэк и максимальную SGL в кузове купе. Обновлённые модели «Mark II» появились в Австралии примерно в 1986 году.

### Поколения
У кузова S12 отличают дорестайлинг именуемый «Mark I» выпускавшийся в 1983—1986 годах и рестайлинг «Mark II» выпускаемый с середины 1986 года.

#### Mark I
Mark I является изначальным видом шасси S12. Выпускалось несколько видов бамперов для разных комплектации и регионов, наиболее простые комплектации шли с неокрашенными матовыми бамперами, два вида коротких решеток радиатора, ячеистая для европейских моделей и японских Gazelle и в мелкую полоску для японских Silvia, по краям короткой решетки находились длинные подфарники. Автомобиль в комплектации RS-X в Японии и Европе получил капот с накладкой, под которым разместился двигатель FJ20E/ET, на накладке был размещен с одним из шильдиков (FJ20, DOHC или TURBO). В Северной Америке, турбированная модель 1984 года продавалась с шильдиком «TURBO» на выпуклом капоте, хотя на всех последующих североамериканских моделях Mark I капот был плоским, независимо от комплектации. На некоторых рынках, в 1984 и 1985 годах, можно было встретить прорезиненный спойлер. В 1986 году спойлер стал выполняться из стекловолокна, со встроенным третьим стоп-сигналом.

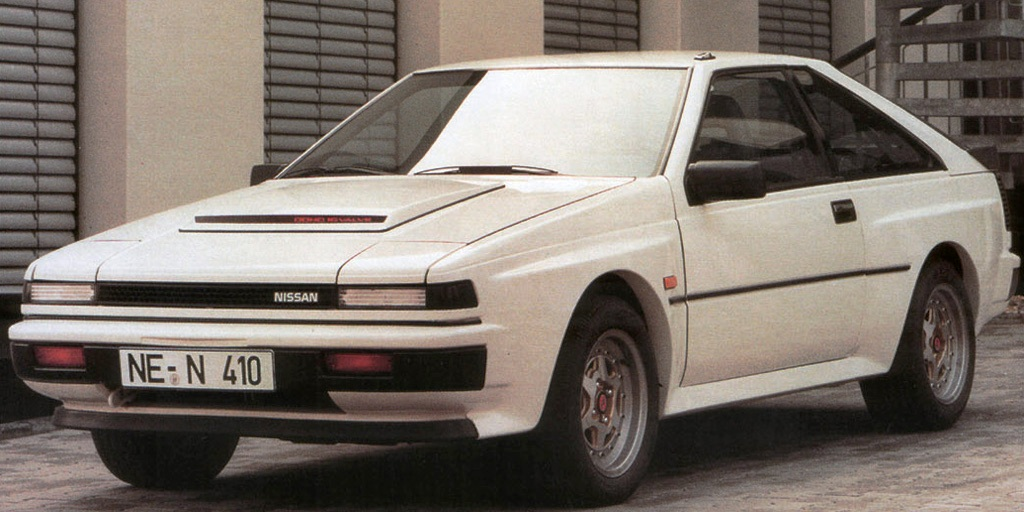
Nissan Silvia Grand Prix

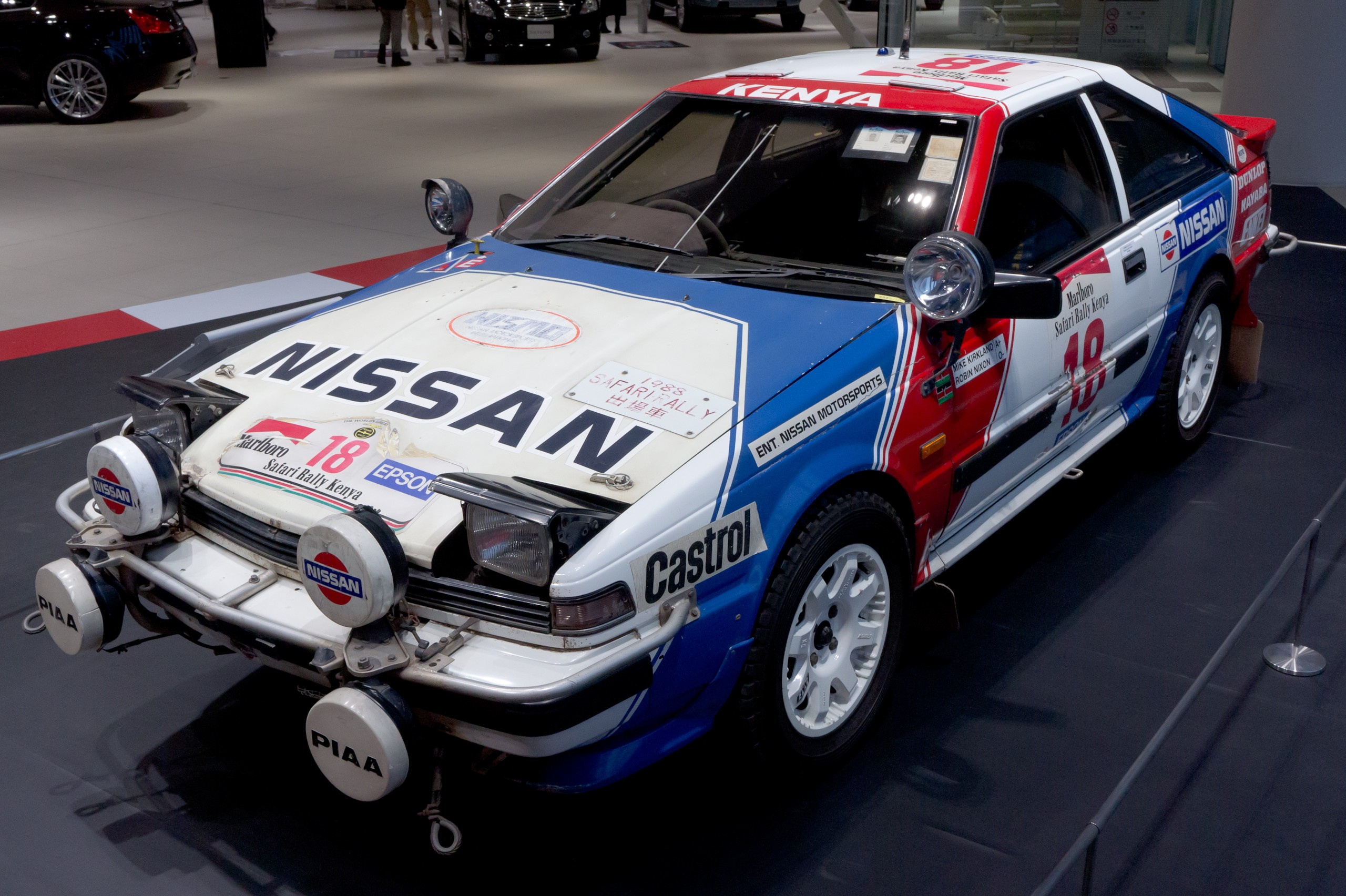
Nissan Silvia 200SX, выступавшая на ралли Сафари, 1988

#### Mark II
В 1987 году были обновлены бамперы, решётка радиатора, фары. Модели «SE» и турбо (Канада, Европа) получили новые бампера и брызговики из полиуретана, окрашенные в цвет автомобиля, а также новую, более выраженную переднюю губу. Все модели Mark II в кузове S12 получили новый выпуклый дизайн капота, так же на американских рынок была выпущена версия с 3,0-литровым двигателем V6 VG30E. Опционально были доступны задние брызговики.

### Специальные серии
В Европе выпускалась версия S12 продававшаяся как «Silvia Grand Prix». Модель аналогична хетчбэку Mark I с двигателем Nissan FJ20E, автомобиль отличался широкими крыльями, выполненными из стекловолокна, и специальными колесными дисками Gotti.
Внешне широкий кузов охватывает дизайн популярных европейских ралли автомобилей того времени (например, Audi Quattro, BMW M3 Sport Evolution, Renault 5 Turbo 2), хотя выбор двигателя не говорит о серьезности намерений компании Nissan. Появление обновленной модели Mark II положило конец версии Silvia Grand Prix.

### Автоспорт
Запрет группы B означал конец модели 240RS с двигателем FJ24. Silvia RS-X с двигателем FJ20ET могла бы выступать на чемпионатах, однако было выпущено и продано недостаточное количество автомобилей этой модели в Японии, чтобы соответствовать требованиям омологации. Nissan пришлось быстро искать другую машину, чтобы заменить 240RS.
Североамериканская модель 200SX SE с двигателем V6 была выбрана и соревновалась с 1986 по 1989 годы как 200SX. Выбор этого автомобиля соответствовал требованию омологации. Двигатель V6 стал достаточно необычным выбором, поскольку на чемпионатах доминировали двухлитровые четырёхцилиндровые двигатели с турбонаддувом, хотя по тем же причинам Toyota выступила на чемпионат мира с шестицилиндровой Supra в то же время. 200SX занял первое место в 1988 году на Ралли Кот-д’Ивуара, и второе место два года подряд на очень сложном ралли Сафари в 1988 и 1989 годах.

## Пятое поколение

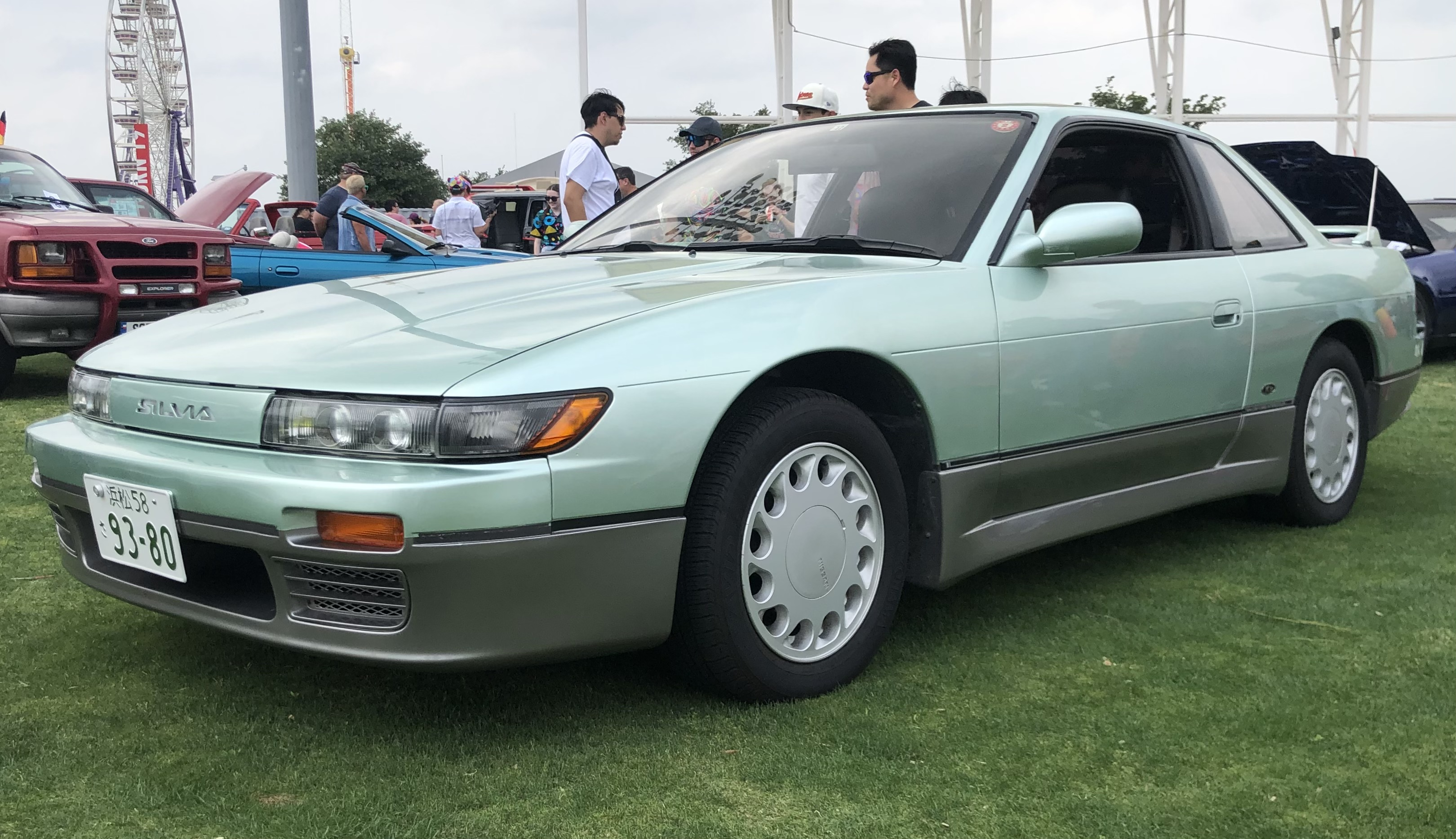
Nissan Silvia S13

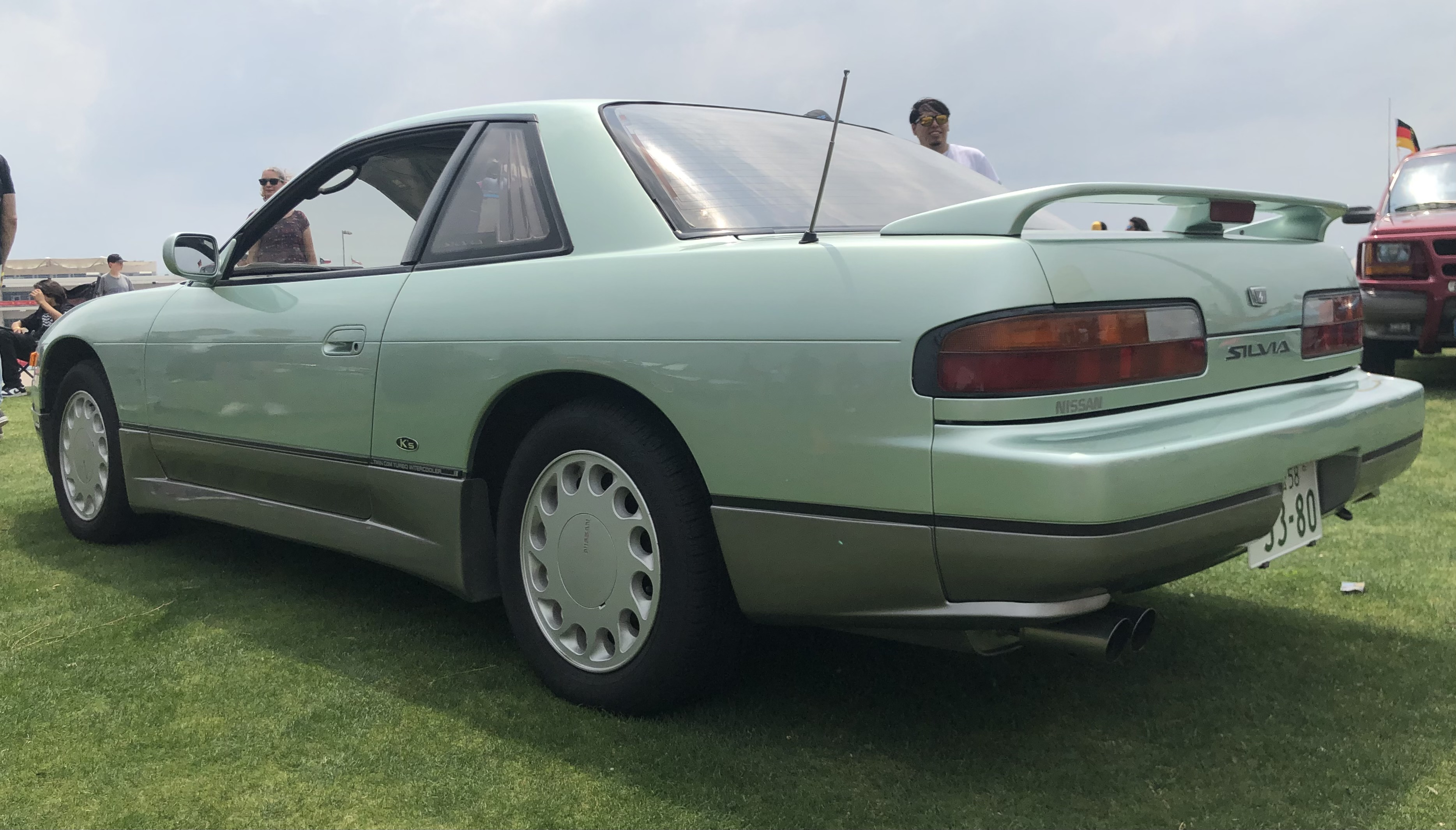
Вид сзади

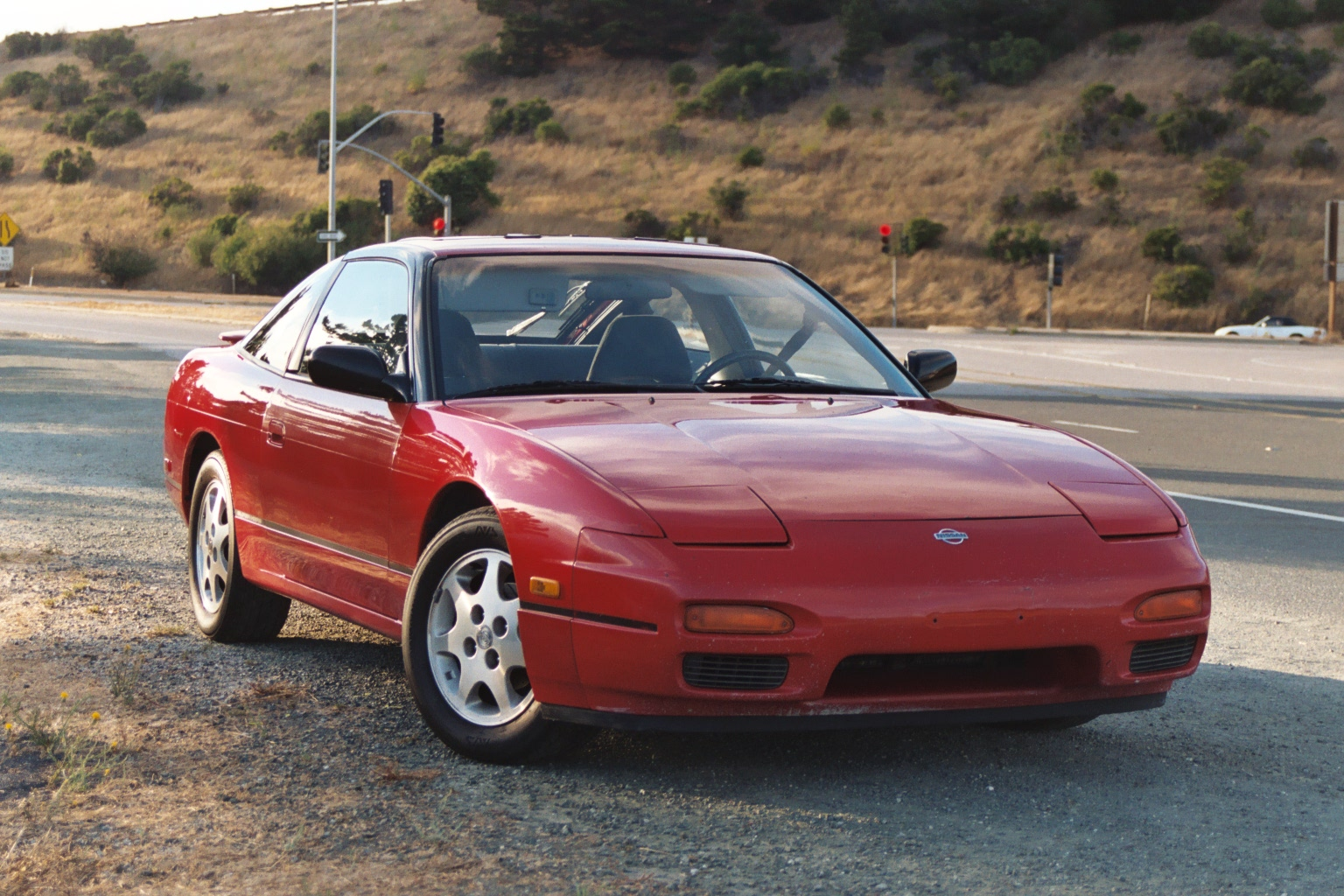
Nissan 240SX, США

Silvia S13, появившаяся в середине 1988 года, как модель 1989 года, пользовалась огромной популярностью в Японии. С появлением он был признан автомобилем года в Японии. Название Silvia перестало использоваться на экспортных моделях, к примеру в Европе она была известна как Nissan 200SX, а в Северной Америке — Nissan 240SX. Название Nissan 200SX также использовалось для модели Nissan Sentra B14 в кузове купе. S13 выпускалось на первой платформе Nissan Cefiro, называемой A31.
В Японии комплектация Gazelle была переименована в Nissan 180SX, и она экспортировалась уже под названием Nissan 240SX. 180SX была младшей моделью, продававшейся совместно с Fairlady ZX через японскую дилерскую сеть Nissan Bluebird Store. Как и раньше, Silvia была доступна в Nissan Prince Store параллельно со Skyline.
Купе в кузове S13 выпускалось в период с 1988 по 1994 год, параллельно со следующим поколением, появившимся в 1993 году. На Silvia этого поколения устанавливали фиксированные фары, тогда как в предыдущем кузове фары были «слепыми» и открывались из капота. Автомобиль в кузове хетчбэк, 180SX, выпускался до 1998 года. Выпуск кабриолета пришёлся на первые годы выпуска этого поколения и был недолгим ввиду отсутствия популярности, возможно из-за высокой стоимости (¥3,25 млн в 1988 году), тяжёлой массы и жёсткого шасси.
S13 была одним из первых случаев начала установки многорычажной задней подвески, технология которой была предварительно опробована на концепт-карах прошлых лет, таких как Nissan MID4. Также впервые стала доступна система управления четырьмя колёсами, известная как HICAS-II. В 1990 году HICAS-II был обновлён и получил название SuperHICAS. В некоторых Silvia S13, в качестве опции, присутствовал дифференциал повышенного трения.
На это поколение изначально устанавливались двигатели CA18DE и CA18DET, перешедшие с предыдущего поколения, с добавлением интеркулера к турбо-мотору с целью увеличения мощности. В середине 1990 года (1991 модельный год) стали доступны двигатели SR20DE и SR20DET, с улучшенными мощностью и крутящим моментом благодаря увеличению объёма и использованию более эффективного нагнетателя. Одним из других простых изменений, состоявшим между CA и SR, был переход к монотонной окраске, вместо ранее предлагавшейся двухцветной.
В США поколение S13 было заменено после 1994 модельного года новым кузовом S14, но в Японии оно выпускалось до 1999 года с крупным фейслифтом, 180SX Aero (Type X). Это было поколение «Kouki», в то время как предыдущее было «Chuki». Kouki получил переработанный дизайн задних фонарей и оснащался подушкой безопасности. В 1998 году кузов S13 был частично воскрешён. Модель под названием Sileighty, выпускавшаяся Kid’s Heart, получила кузов 180SX с передней частью от Silvia. Стиль Sileighty изначально появился как изменение, которое японские энтузиасты делали сами на своих 180SX, и по-прежнему является распространённым вариантом доработки для кузова фастбэк моделей 180SX и 240SX. Sileighty появлялась в японской манге Initial D.
За созданием Sileighty последовала ещё одна версия, известная как Onevia. В её основу легло шасси S13, а передняя часть была взята от 180SX. Существовал также автомобиль в ретро-стиле, Mitsuoka Le-Seyde, использовавший центральную часть и двигатель от пятого поколения. Этот автомобиль выпускался ограниченной серией в 1990 году.

### Комплектации
На S13 стали использовать обозначения J, Q и K для различных комплектаций. Эти названия являются отсылками на английские игральные карты.
J была базовой моделью. Модель Q предлагала несколько более изысканный салон, электрические опции и доступный дифференциал повышенного трения. Для комплектации K были доступны турбированные моторы CA18DET или SR20DET (в зависимости от года выпуска) в дополнение к опциям, доступным на модели Q.
Для моделей Q и K также существовали пакеты Club и Diamond Selection с определённым списком доступных опций. Например, Club Selection получил фары прожекторного типа, задний спойлер, и легкосплавные колёсные диски диаметром 15 дюймов, в то время как все модели Q имели автоматическую систему климат-контроля.
Модель «Almighty» появилась в конце 1992 года. Она заняла место между вариантами J и Q. Единственные доступные двигатель и коробка передач — это атмосферный SR20DE в сочетании с четырёхступенчатой автоматической или пятиступенчатой механической коробкой передач.

## Шестое поколение

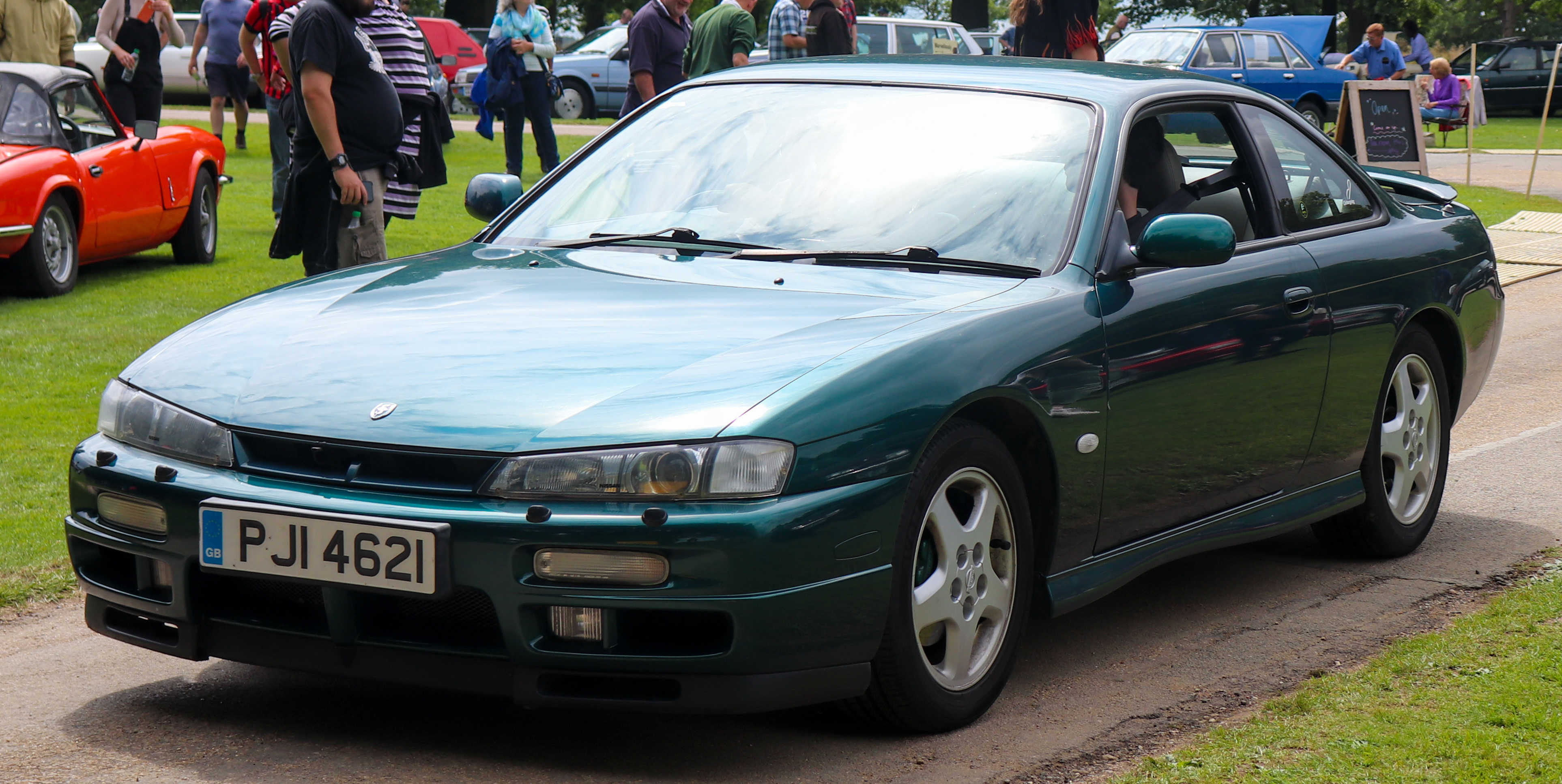
Silvia S14, Великобритания

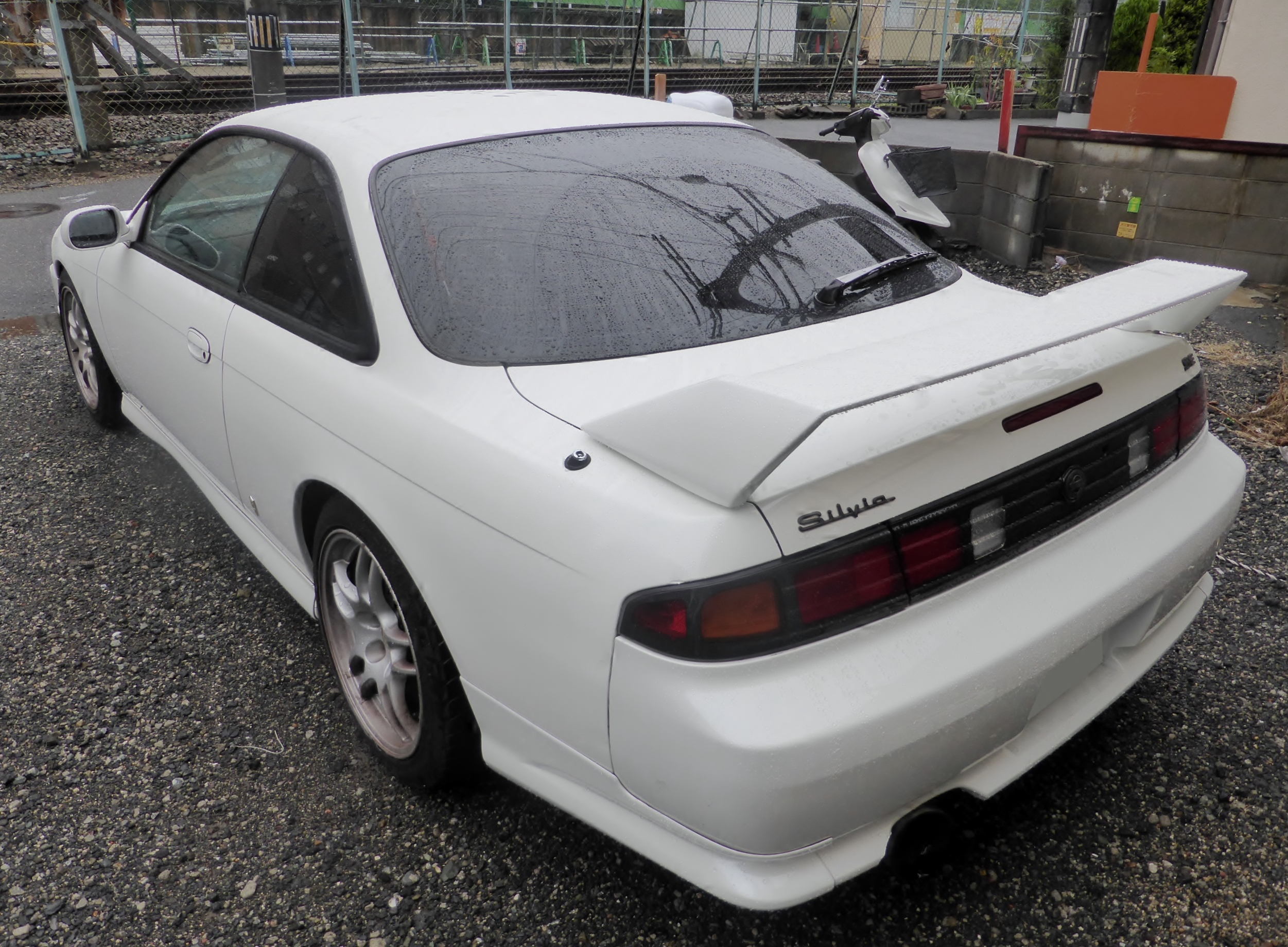
Silvia K, Япония

Silvia S14 дебютировала в Японии в конце 1993 года. Кузов, по сравнению с предыдущим, стал ниже и шире. Новый округлый дизайн создавал иллюзию того, что автомобиль значительно увеличился в габаритах. Колесная база увеличилась, что привело к улучшению управляемости. В отличие от экспортных рынков, где продажи S14 были невелики, Silvia продолжала пользоваться большой популярностью в Японии. Тем не менее, ширина колеи превысила 1700 мм, что привело к увеличению транспортного налога. Вне Японии кузова фастбэк и кабриолет перестали производиться, осталось только купе. Обозначения комплектаций были похожими на S13, однако пакет Club Selection исчез.
Это поколение получило новую версию SR20DET, с системой N-VCT и большим нагнетателем T28. В 1996 году произошло небольшое обновление модели: внешний вид стал более агрессивным. Рестайлинг затронул передние фары, задние фонари, капот, крылья, решетку радиатора и бамперы. В салоне тоже произошли незначительные изменения. В 2000 году данный автомобиль уступил место на конвейере следующему поколению — S15.

### 270R
Nismo 270R был автомобилем ограниченной серии, разработанным Nissan Motorsports. Он был построен на шасси S14, и во многом усовершенствован по сравнению с Silvia. Было построено всего тридцать единиц 270R в 1994 году. Число 270 указывает на мощность устанавливаемого двигателя в лошадиных силах, в отличие других моделей, ссылающихся на объём двигателя (например, 240SX). 270R отличался вентилируемым капотом, установленным спереди интеркулером, дифференциалом повышенного трения, надписями NISMO на передних и задних сидениях. Все 270R были окрашены в чёрный цвет и имели номерной шильдик в перчаточном ящике.

### Autech
Тюнинговая компания Autech выпускала вариант CS14 King. Эта версия отличалась вынесенными на центральной консоли датчиками давления масла, наддува и напряжения, а также рукояткой переключения передач и рулевым колесом от MOMO. Салон также был изменён. Двигатель — настроенный компанией Autech обычный SR20DET, мощностью до 250 л. с. (182 кВт).
Устанавливаемая многорычажная подвеска позволяет значительно смягчать более жесткие удары. Автомобиль имел бодикит, состоящий из заднего спойлера и обвесов Autech. На багажнике имеются шильдик и наклейки «Autech Version K’s MF-T». Улучшенная турбина VN14 устанавливалась взамен Garrett T28. Устанавливались и большие форсунки, объёмом 480 куб.см, позже примененные на S15 Spec R, как и более толстый (80 мм) промежуточный охладитель.

## Седьмое поколение

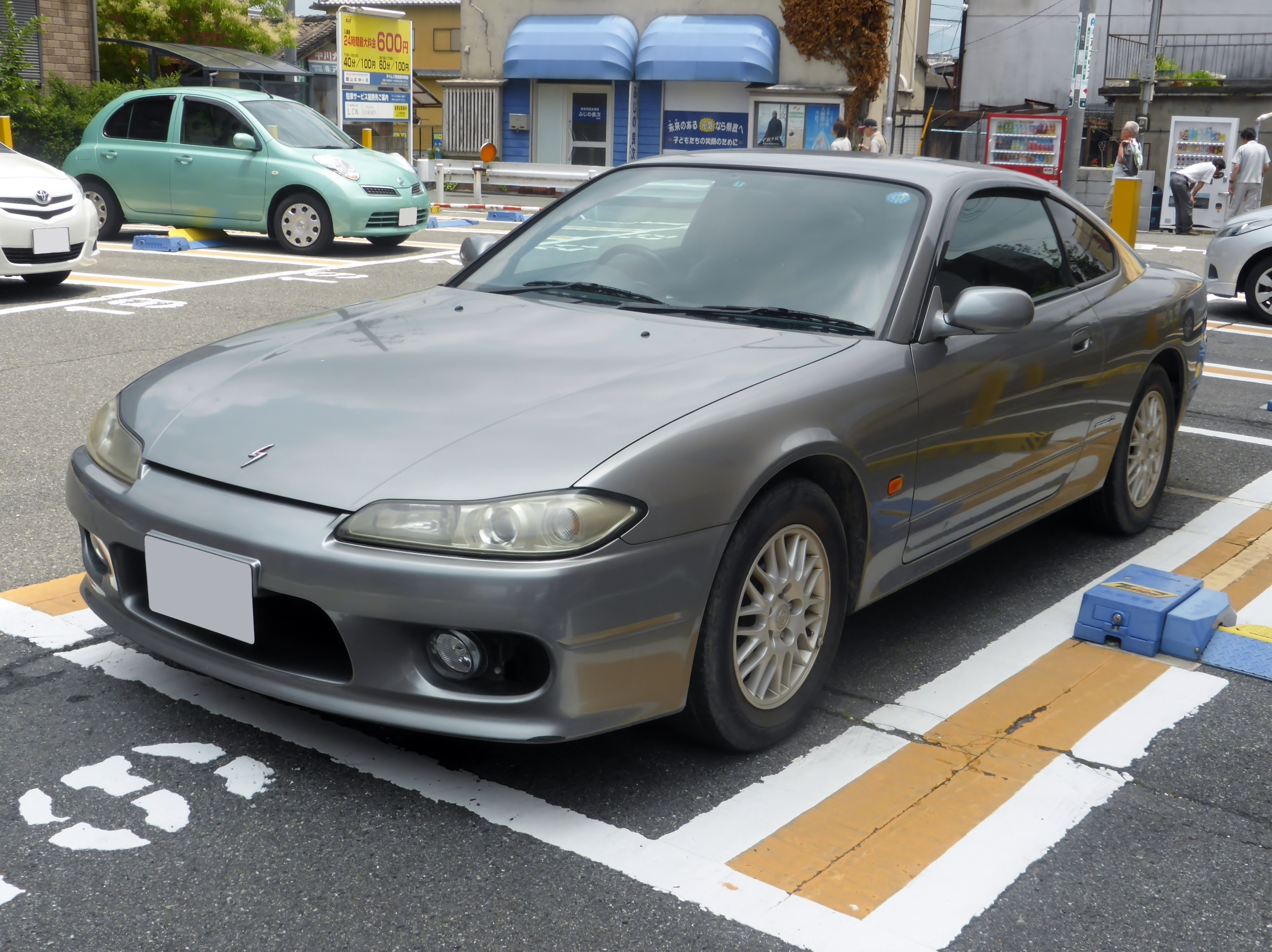
Nissan Silvia S15

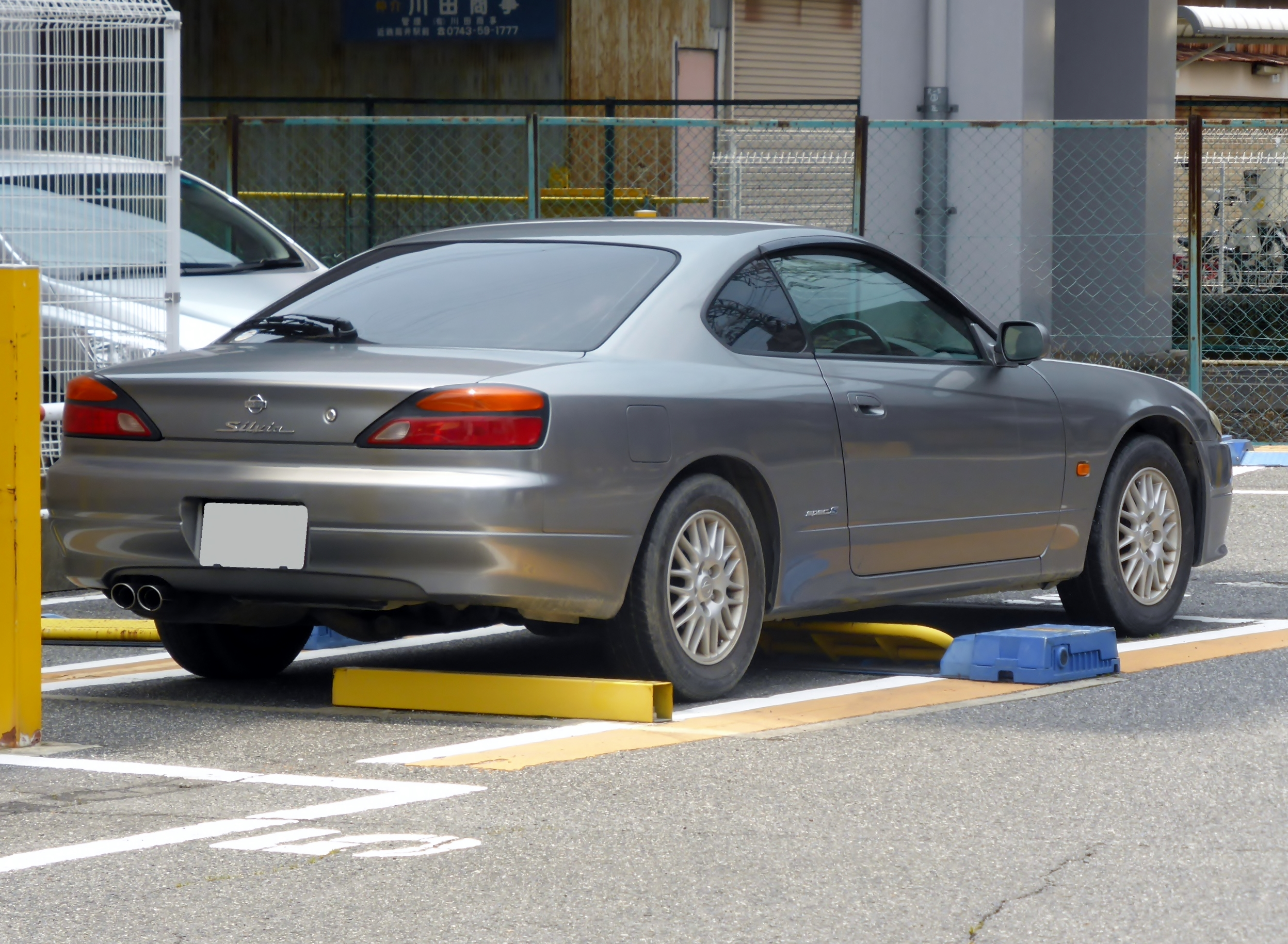
Вид сзади

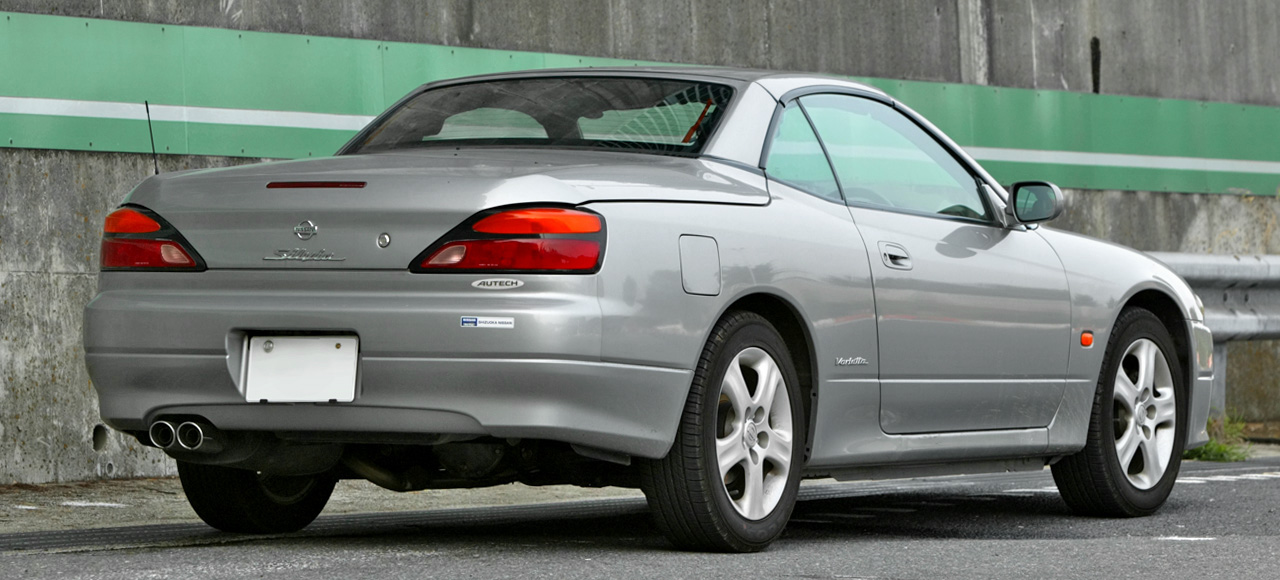
Nissan Silvia Varietta

Новое поколение (S15) появилось в Японии в 1999 году, с 250-сильным (184 кВт) двигателем SR20DET, имевшим модернизированный шарикоподшипниковый турбонагнетатель, а также улучшенную систему управления двигателем. Второй двигатель, SR20DE (атмосферный) развивал мощность 165 л. с. (121 кВт).
Седьмое поколение внешне и внутри выглядело довольно агрессивно, обновление кузова проходило с оглядкой на современные тенденции автомобильного дизайна. Модельный ряд изначально был упрощен, доступны две комплектации, Spec-S и Spec-R. Это поколение продавалось только в Японии, Австралии и Новой Зеландии, но, благодаря «серому» импорту, было также доступно в большинстве других стран. В Австралии и Новой Зеландии автомобиль продавался как Nissan 240SX. В Австралию Silvia экспортировали только с турбированным двигателем SR20DET.
В августе 2002 года Nissan прекратил выпуск платформы S на поколении S15. В настоящее время платформой спортивного автомобиля Nissan является платформа FM, на которой построены такие автомобили, как Fairlady Z (350/370Z за пределами Японии), а также Nissan Skyline, начиная с 2001 года (Infiniti G35/37 в Северной Америке).

### Spec-R
Spec-R отличался от предыдущих моделей Silvia тем, что получил на выбор шестиступенчатую механическую коробку передач либо четырёхступенчатый автомат. Модель также отличалась шасси и подвеской, в которой были использованы стабилизаторы поперечной устойчивости и стойки крепления. На неё устанавливались четырёхпоршневые передние тормозные суппорта.
Одним из самых больших изменений в модели этого поколения, оснащаемой шестиступенчатой механикой, разработаннойAisin AI, стала реализация дифференциала повышенного трения с винтовой блокировкой. Также, в качестве опции была доступна система HICAS, управляющая четырьмя колесами.

### Spec-S
Spec-S оснащался пятиступенчатой механической коробкой передач. Австралийские модели Spec-S имели тот же винтовой дифференциал, шасси и шестиступенчатую механику.
Позже, линия S15 была расширена, и включила различные дорогие и модернизированные пакеты опций для моделей Spec-S и Spec-R. Autech также предложил несколько настроенных версий S15. Например, вариант с кузовом и салоном по образцу Ferrari 456, называемый style-A, был доступен для обеих моделей Spec-S и Spec-R. Другой версией была Spec-S с двигателем увеличенной мощности, выдававшим 200 л. с. (150 кВт) за счет использования повышенной степени сжатия, более агрессивных распредвалов и изменённых впускных и выпускных коллекторов. Эта версия также имела шестиступенчатую коробку и другие опции модели Spec-R.

### Silvia Varietta
Nissan предлагал для рынка Японии модель в кузове купе-кабриолет, которая называлась Varietta. Эта модель строилась Autech и была основана на модели Spec-S, получив тот же атмосферный двигатель, пятиступенчатую механическую коробку передач или четырёхступенчатый автомат. На сегодня Varietta является довольно редкой моделью.

## Автоспорт

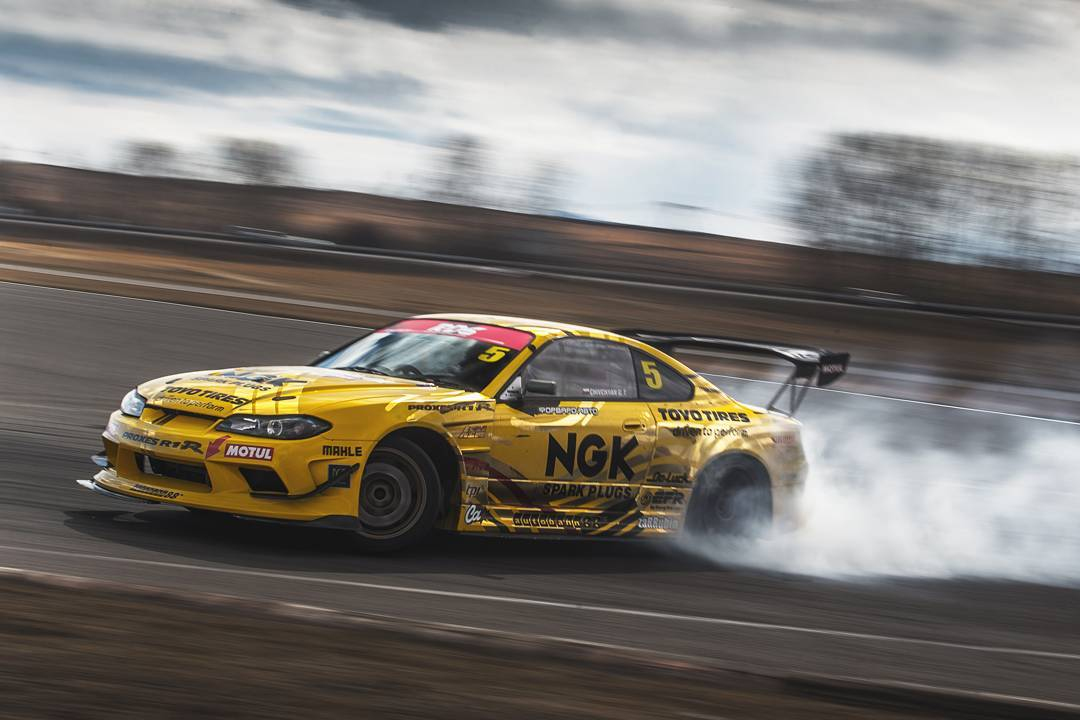
Silvia S15 Георгия Чивчяна

Автомобили Nissan S-серии являются популярными на соревнованиях по дрифту, особенно кузова с S13 по S15. Автомобиль пользуется успехом в спорте, 5 различных пилотов за рулем S15 выигрывали 7 чемпионатов D1GP (2001 год — Нобутэру Танигути, 2004 год — Рюдзи Мики, 2005 год — Ясуюки Кадзама, 2007 год — Масато Кавабата, 2009—2011 года — Ёити Имамура).
Silvia успешно выступали на всеяпонском чемпионате GT (ныне Super GT). Оба поколения S14 и S15 выиграли чемпионат в классе GT300 в 1997 и 2001 годах соответственно. В конце 1980-х годов, когда группа B была запрещена, Silvia S110 и S12 также получили некоторый успех в ралли, в основном в гонках на выносливость. S13 также успешно выступали в гонках в классе IMSA GTU в течение 1990-х годов.